# Jacques Piccard

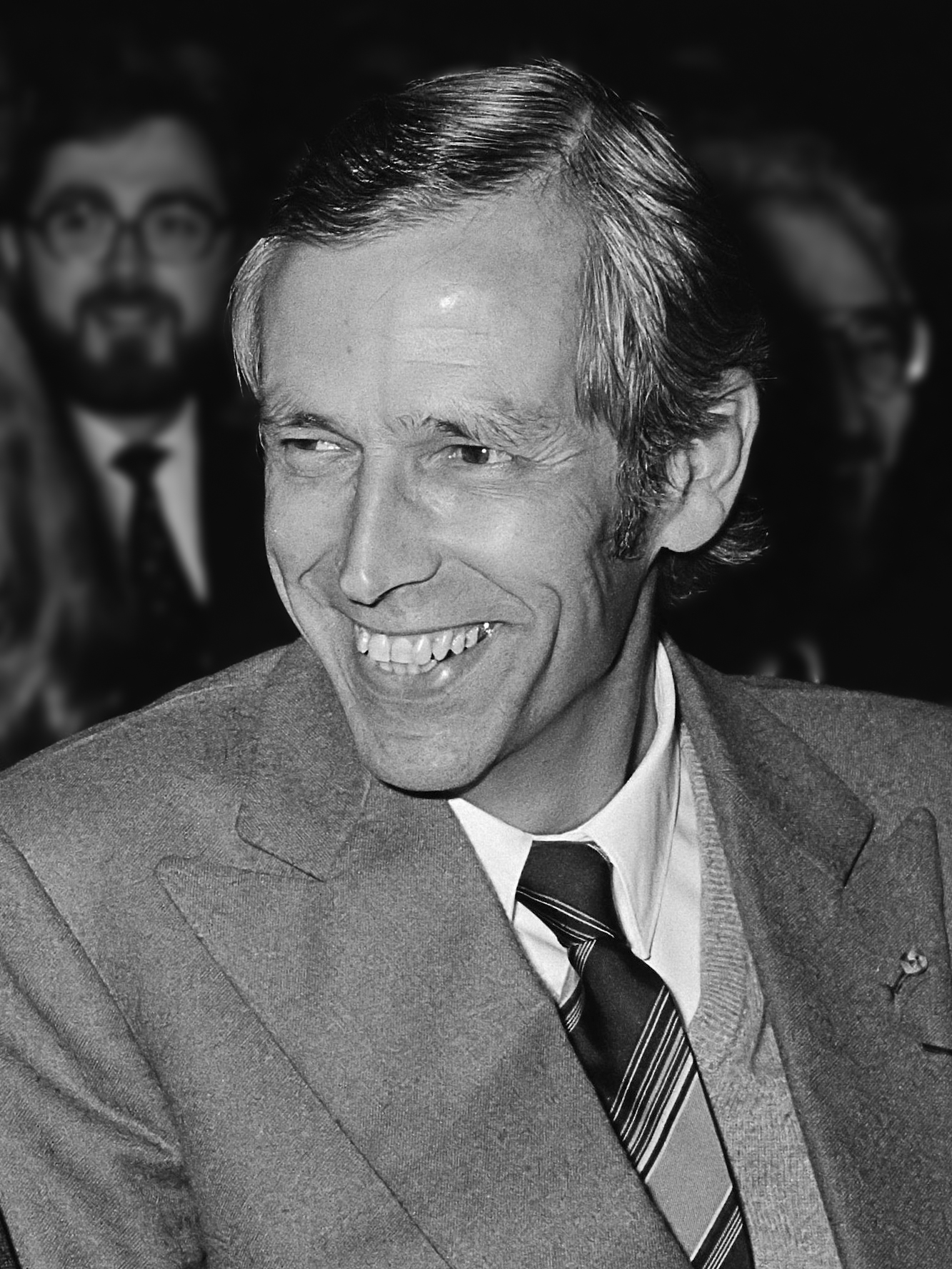
Jacques Piccard (1979)

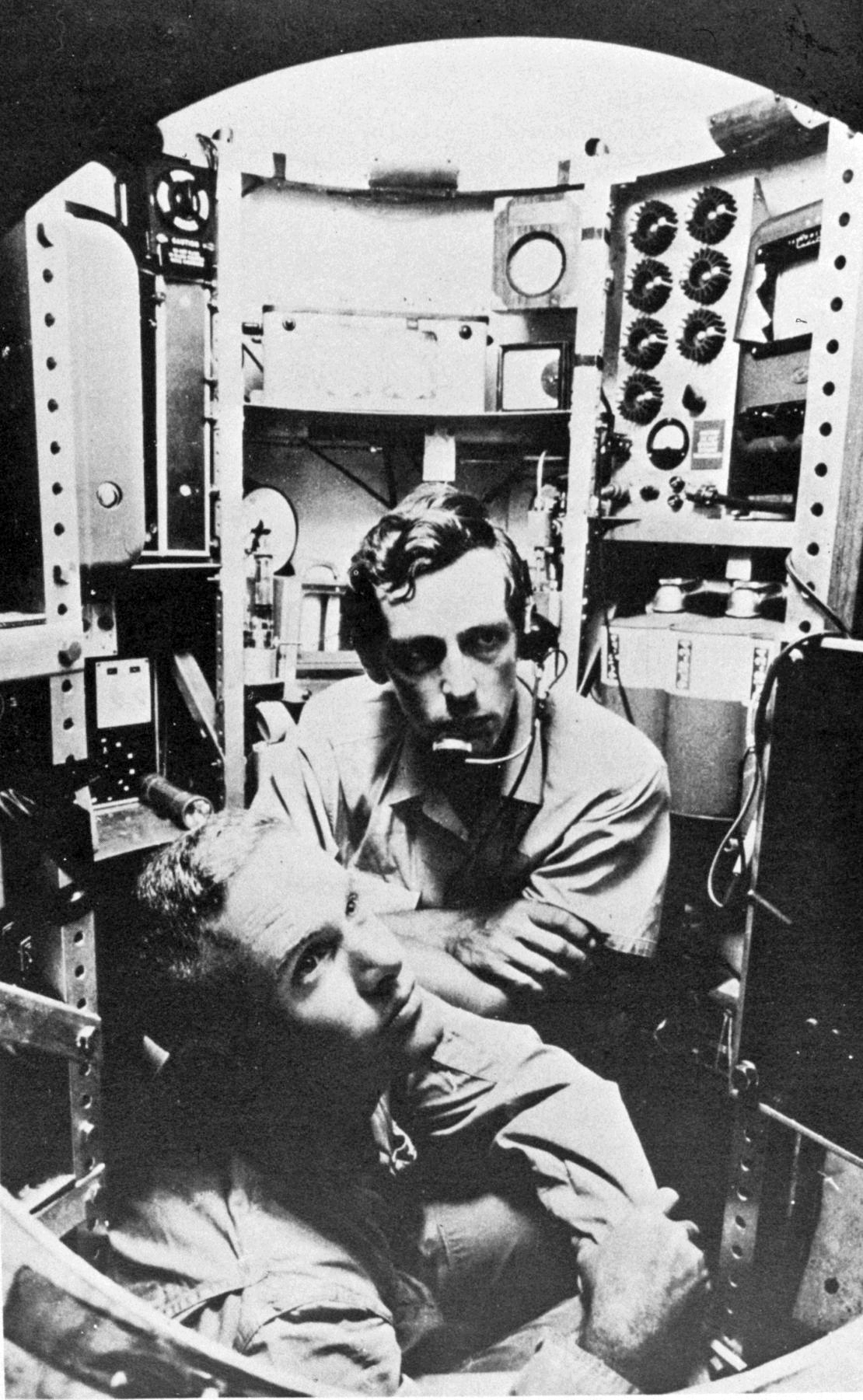
Don Walsh und Jacques Piccard

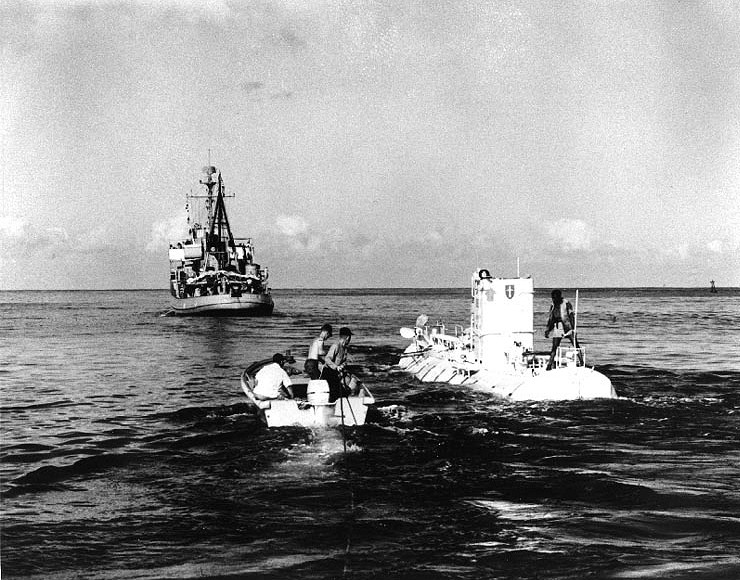
Die Trieste vor dem Rekordtauchgang

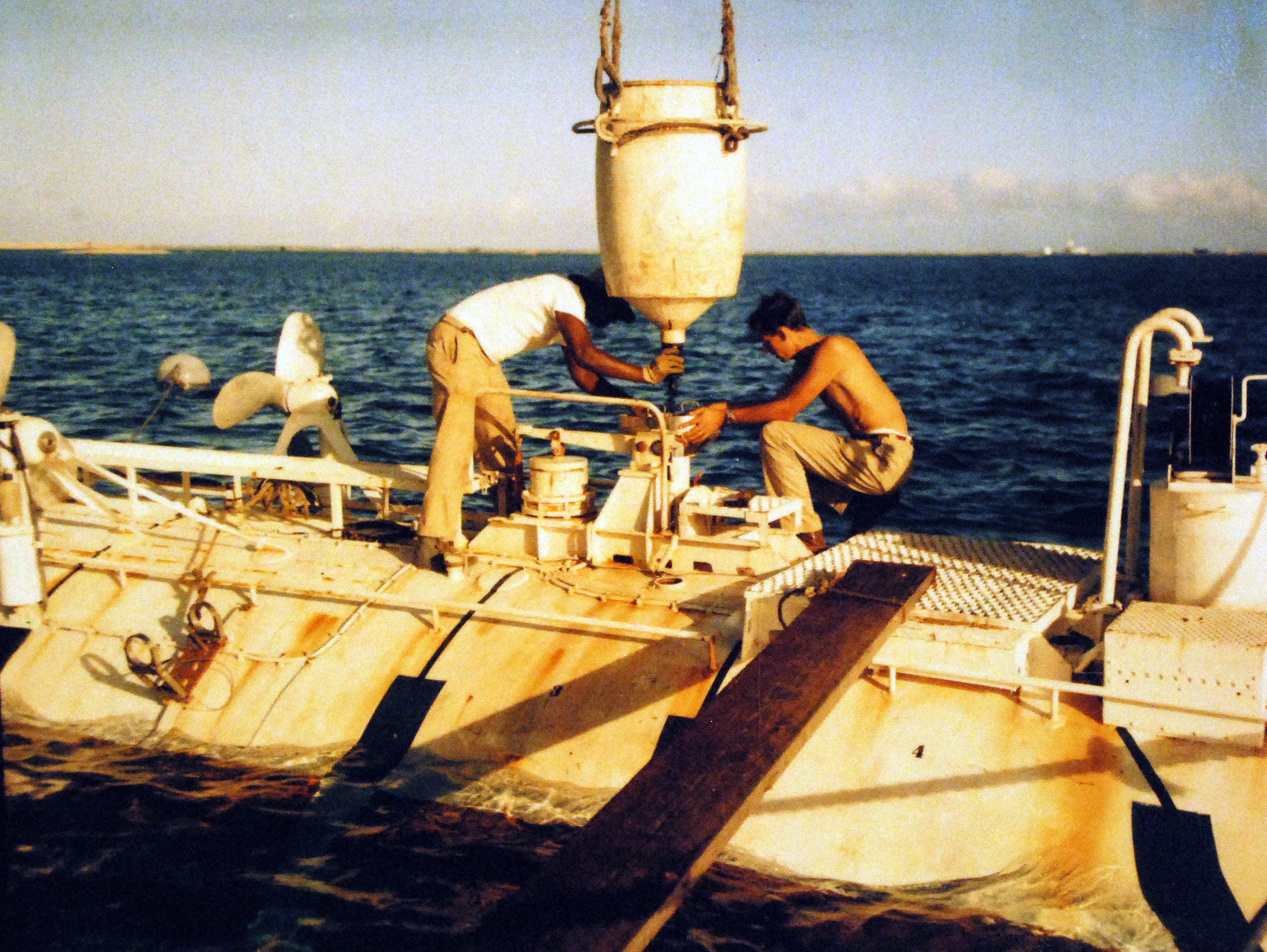
Piccard (rechts) belädt die Trieste mit Ballast

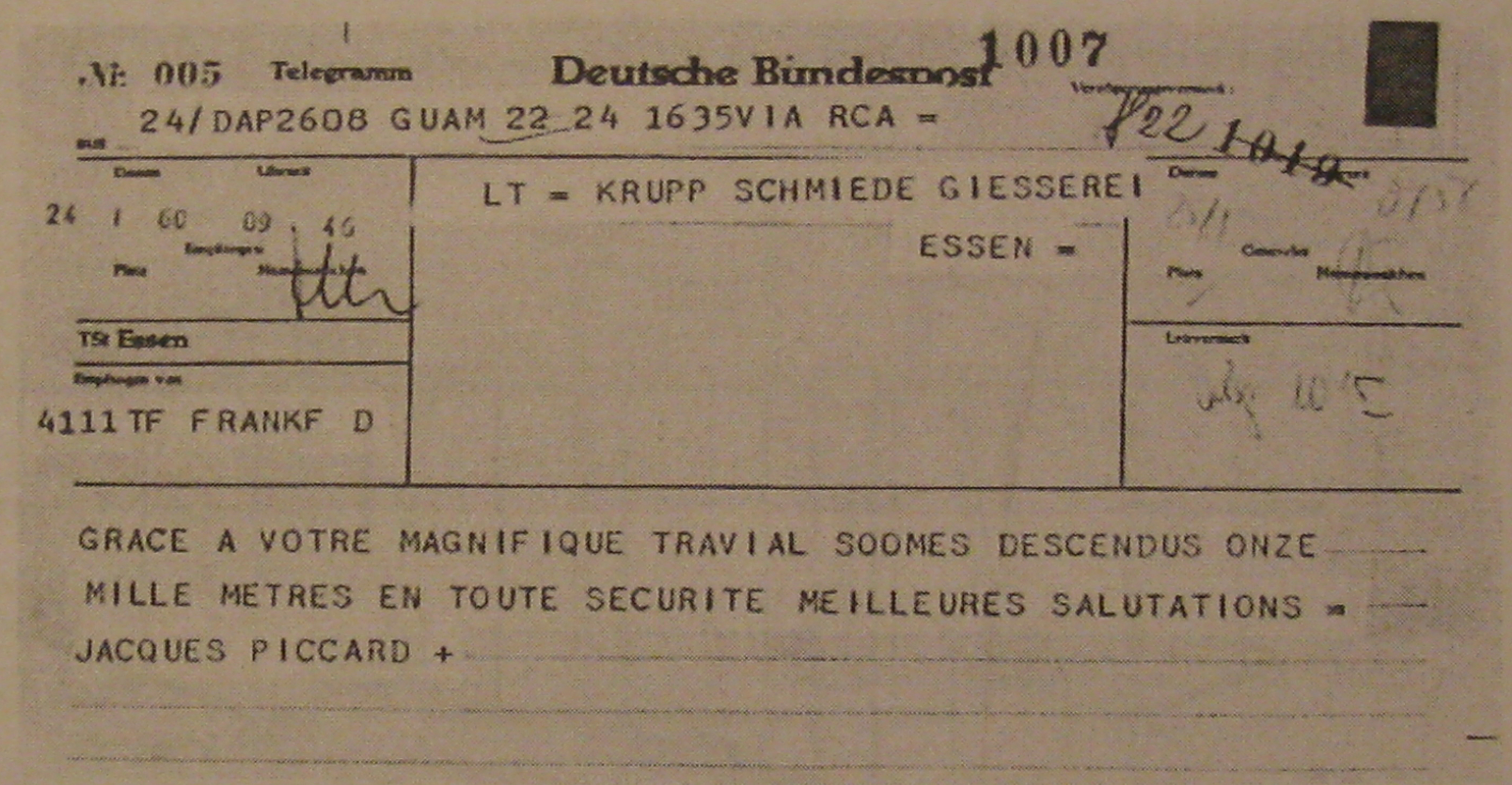
Telegramm an Krupp Essen über den erfolgreichen Einsatz des U-Bootes

Jacques Piccard (* 28. Juli 1922 in Brüssel; † 1. November 2008 in La Tour-de-Peilz) war ein Schweizer Ozeanograph und einer der bedeutendsten Pioniere der Tiefseeforschung. Er war ein Sohn von Auguste Piccard und der Vater von Bertrand Piccard.

## Leben
Jacques Piccard ging nach dem Studium von Wirtschaft und Geschichte in der Schweiz zunächst als Professor in beiden Fächern einer Lehrtätigkeit nach. Als Mitarbeiter seines Vaters Auguste Piccard war er an der Konstruktion und am Bau des Tiefseetauchgeräts (Bathyscaph) Trieste beteiligt. Die US-amerikanische Marine war von dem U-Boot sehr angetan, finanzierte Probetauchgänge vor der italienischen Insel Capri, erwarb daraufhin die Trieste und stellte Jacques Piccard als wissenschaftlichen Berater an. Kurz vor dem Rekordtauchgang wollten die US-Amerikaner ihn gegen einen ihrer Landsleute austauschen, was er jedoch verhindern konnte.
Im Jahre 1956 erreichte er mit der Trieste im Golf von Neapel den Grund des Tyrrhenischen Grabens in 3'700 Metern Tiefe und überbot damit den Tiefenrekord seines Vaters, den dieser drei Jahre zuvor mit 3'150 Metern aufgestellt hatte.
Am 23. Januar 1960 tauchten Piccard und der amerikanische Kapitänleutnant Don Walsh mit der Trieste auf den Grund des Challengertiefs im Marianengraben. Sie erreichten eine Tiefe von 10'916 Metern, es herrschte ein Wasserdruck von circa 1100 bar. In verschiedenen Nachschlagewerken wird fälschlich eine Tiefe von über 11'000 Metern angegeben. Die Differenz ist auf die fehlerhafte Kalibrierung des Tiefenmessgerätes zurückzuführen, die im Süsswasser durchgeführt wurde. Daraufhin wurde er durch die Presse weltbekannt und zum Gegenstand eines grossen Medieninteresses. Nachdem er festgestellt hatte, dass auch in der Tiefsee Strömungen vorhanden sind, warnte er vor der Versenkung von radioaktiven Abfällen im Meer, da die Strömungen früher oder später an die Oberfläche gelangen.
In den folgenden Jahren entwickelte Piccard das von der Schweizer Regierung in Auftrag gegebene Tauchboot Auguste Piccard. Es sollte anlässlich der Schweizerischen Landesausstellung 1964 in Lausanne im Genfersee als Touristikattraktion in Dienst gestellt werden. Bei der Ausführung des Auftrags musste sich Piccard mit diversen naturwissenschaftlichen Experten auseinandersetzen. Diese hatten zwar niemals ein U-Boot betreten, misstrauten jedoch Piccards Konzept, da sein Konstrukteur kein studierter Ingenieur war. Letztlich wurden Piccards Pläne genehmigt und das Boot konnte rechtzeitig seinen Betrieb aufnehmen. Es ist das grösste jemals gebaute Tourismus-U-Boot und das grösste nichtmilitärische Unterwasserfahrzeug. Es beförderte 1964 etwa 33'000 Passagiere auf den Grund des Genfersees.
1969 startete das von ihm entwickelte U-Boot Ben Franklin zur Erforschung des Golfstroms. Zwei Tage vor dem Start der Mondlandemission Apollo 11 ging das Boot vor der Küste Floridas nahe Palm Beach in See. Die Crew von sechs internationalen Wissenschaftlern wurde von Piccard als Missionsleiter angeführt. In etwa 300 bis 350 Metern Tiefe liess sich die Crew vier Wochen unter Wasser mit dem Golfstrom treiben. Nach gelungener Mission besuchte ihn der deutschstämmige Raketenkonstrukteur Wernher von Braun und besichtigte das U-Boot. Die NASA interessierte sich sehr für die Missionsauswertungen im Hinblick auf neue Techniken für Raumkapseln sowie die psychischen Auswirkungen während einer so langen Mission auf die Crew und deren Leistungsfähigkeit. Die dabei gewonnenen Erkenntnisse flossen in die Skylab-Missionen und das Space-Shuttle-Programm ein.
1973 forderte er die Nutzung von sauberer Energie, dies wegen der negativen Auswirkungen fossiler Energien.
Ebenfalls in den 1970er Jahren entwickelte Piccard das U-Boot F. A. Forel, mit welchem von 1978 bis 2005 die Schweizer Seen erforscht wurden. Alle seine Tauchfahrzeuge existieren noch heute und sind teilweise als Ausstellungsstücke zu besichtigen. Piccard setzte sich mit der von ihm in Cully gegründeten Stiftung intensiv für die Bewahrung und die Erforschung des marinen Lebens ein. Bis ins hohe Alter, mit 82 Jahren, nahm er noch an Tiefseeexpeditionen teil.
Zu seinem 85. Geburtstag gab er der Neuen Zürcher Zeitung ein Interview, in dem er erzählte, dass er auch gerne Astronaut geworden wäre. Am 1. Februar 2008 wurden er und sein Sohn Bertrand zu Ehrendoktoren der Université catholique de Louvain ernannt.
Am 1. November 2008 verstarb Jacques Piccard 86-jährig in seinem Haus am Genfersee.
Phil Mundwiller, Sprecher von Bertrand Piccards Forschungsprojekt Solar Impulse, betonte, dass Jacques Piccard jedes Unterseeboot, mit dem er die Meere erforschte, selbst entworfen hatte.

## Sonstiges
Piccard tauchte auch mit Drucklufttauchgeräten, jedoch nie tiefer als 25 Meter und das nur, um die Scheiben des Bathyscaphs zu reinigen.

## Die Schweizer Piccard-Familie
- Jules Piccard (1840–1933), Chemiker, Bruder von Paul
  - sein Sohn Auguste Piccard (1884–1962), Physiker; Stratosphärenflüge und Tiefseetauchversuche
    - sein Enkel Jacques Piccard (1922–2008), Tiefseeforscher; Tiefseetauchversuche mit Bathyscaph Trieste
      - sein Urenkel Bertrand Piccard (* 1958), Psychiater; erste Nonstop-Weltumrundung mit einem Ballon sowie erste Weltumrundung mit einem Solarflugzeug

  - Augustes Zwillingsbruder Jean-Felix Piccard (1884–1963), Physiker; Stratosphärenflüge
  - dessen Ehefrau Jeannette Piccard (1895–1981), erste Frau in der Stratosphäre
    - ihr Sohn Don Piccard (1926–2020); Stratosphärenflüge
- Paul Piccard (1844–1929), Ingenieur, Bruder von Jules

## Publikationen
- Logbuch aus der Meerestiefe. Fischer Taschenbuch, Frankfurt 1983, ISBN 3-596-23513-8.
- Elftausend Meter unter dem Meeresspiegel. Arena, Würzburg 1977, 1986, ISBN 3-401-03819-2.
- Brockhaus! Wunder der Natur 2006. Kalender. Brockhaus F.A., Mannheim 2005. ISBN 3-7653-0247-3.